# Natália Sedova
Natalia Ivanovna Sedova (em russo:  Ната́лья Ива́новна Седо́ва, 5 de abril de 1882, Romny - 23 de janeiro de 1962, Corbeil) é mais conhecida como a segunda esposa de Leon Trotsky. Ela, contudo, foi também uma revolucionária ativa por si só e escreveu sobre questões culturais relativas ao marxismo. Seu pai era Ivan Sedov, um famoso explorador do Ártico.
Sua vida foi marcada pela mesma tragédia que a de seu amante, enquanto ela o acompanhou em seu exílio final da Rússia. Seu filho, Lev Sedov, foi membro ativo e líder do movimento Bolchevique-Leninista que seu pai conduziu e foi certamente assassinado como resultado disso. Seu outro filho, Sergei Sedov, que não era politicamente ativo e permaneceu na Rússia, foi certamente assassinado por agentes de Joseph Stalin.
Depois do assassinato de seu marido em 1940, Natalia Sedova permaneceu no México, e manteve contato com muitos revolucionários exilados. Sua obra mais conhecida nos últimos anos foi uma biografia de Trotsky, em co-autoria com um colega - o revolucionário russo Victor Serge. Adotou a posição de que a URSS era uma sociedade capitalista de Estado e que a Quarta Internacional fundada por Trotsky já não era mantida para o programa revolucionário do comunismo. Portanto, rompeu com a IV Internacional em 1951.